# 天人 (小说)
《天人》是香港科幻作家倪匡于1981年完成的小说，是《原振侠传奇》的第一部。故事以不可思議的天人為主題，描述一種能在極高、低溫下存活，腦中有金屬片的人類，英俊机智的原振侠医生也首次在此亮相。

## 情节大略
1945年，在緬北战场上，中國軍醫原林发现了一个被埋在土里超过三小时、根本不可能活下来的日本军官──轻见小剑。1978年，已返回日本的轻见小剑已因车祸去世，原林的儿子原振侠卻在轻见小剑所开的轻见医学院读书，在实习时找到了轻见小剑的X光照片。可是当他朋友羽仁五朗看到轻见脑部的X光片之后，却心脏病突发死去，X光片也被毁。原振侠说服负责调查该案的铁男刑警，一起去墓地发掘轻见的尸体，却发现轻见的尸体还在墓中，头颅却不见了。在墓地，他们也首次遇到了黄绢。几天后，黄绢找到原振侠，告知她父亲──旅居法國的華裔脑科权威黄应驹，曾在北非沙漠里见过被抛弃在那里四天不死的卡尔斯。卡尔斯后来成了将军，控制着北非一个小国，但因为头疼招黄应驹前往诊治，而黄应驹却在看了他的X光照片之后心脏病猝发死去了。
黃娟認為父親猝死與看到卡爾斯頭顱的X光片有關，為解開父親猝死之迷，黄绢請原振侠一同去见卡尔斯将军，她謊稱原振俠是個擁有豐富經驗的中醫師，可以治癒卡爾斯的頭痛，藉以檢查卡爾斯的頭部。他們到達卡爾斯的國家，卡爾斯不願再照X光，卻被黃絹美色所迷，當晚就擅闖黃絹房間。原來這一切都在黃絹計算之中，她在房中击昏了卡尔斯，接著找來鄰房的原振俠，再用事先預備的小型X光儀器照射卡爾斯的头颅。可是原振侠还没有看到结果，X光仪器就因电力不足而灭掉了。其後黃絹與原振俠挾持卡爾斯才能離開。他們在巴黎分手後，原振俠返回日本，但联络不到黄绢，却意外地找到一个一千七百年前的头骨，并且在里面发现一片当时的人类不可能有技术制造的钢片。原振侠将钢片交给技师陈山检验，却造成陈山死亡。原振侠寻找铁男求助，得知他去了东京。原来铁男通过墓地的车胎印，知道了割下轻见头骨的盗墓人，其实是当下知名的艺人泉吟香。两人追逐泉吟香，最后导致泉吟香开飞机时撞山，原振侠和铁男的飞机也坠入湖中。原振侠和铁男虽得以逃生，却因暴风雪失散，在雪山，原振侠意外地遇到了黄绢。
原来黄绢当时是看到了卡尔斯将军的X光的，发现他的头骨堑了一片金属片。她离开非洲后曾拜访专家，也曾经到香港向“那位先生”讨教，仍然没有头绪。她在新闻中看到原振侠飞机出事，就立即由香港前往日本找他，却被卡尔斯将军调遣的亚洲恐怖组织“赤军”找到。他们抓住黄绢，在带她离开的路上也遇到了暴风雪，赤军被风雪吞噬，黄绢得以逃生，并遇到了原振侠，他们在一个山洞共同度过了难忘的三天，直到暴风雪结束。而在暴风雪时，铁男在積雪中找到了泉吟香，她竟然沒有死，二人之後被埋在積雪之下，奇怪是身體較強壯的铁男最後抵受不了嚴寒而凍死，而體質看來較弱的泉吟香卻可以埋在積雪下多日仍然活了下来。
原振俠、黃絹、泉吟香三人以及鐵男的屍體最終被救援隊發現，原振俠與泉吟香送住日本醫院檢查無大礙，但負責診斷泉吟香的醫生們卻認為泉吟香仍生存是個醫學奇跡，打算暗中對她身體進行研究。泉吟香從醫院偷走出來出席鐵男葬禮，在铁男的墓前，她向原振侠坦白曾到掘開墓地割下了轻见和黄应驹的头骨，離開後將他們的頭骨丟在路邊，但是她不明白自己为什么那么做。原振侠由泉吟香帶領下找回轻见和黄应驹的头骨，发现两个里面都堑着同样的金属片。
黄绢由於被發生與恐怖組織「赤軍」有關連，獲救後被日本政府驅逐出境，她離開日本後立即被卡尔斯將軍的部下接走，去到北非見卡爾斯。黃絹告訴卡爾斯他腦裡有金屬片的事，並認為卡爾斯是天選之人，加上她的美麗外貌，成功取得卡爾斯信任，并与他结成联盟，黃絹把原振侠叫到北非见卡尔斯。这时，卡尔斯接到脑中的指令，让他们去以色列边界的死海。黄绢、原振侠与卡尔斯一同前往，在死海边意外地见到接到相似指令的泉吟香。他们一起走进一个山洞，才明白原来所有这些大难不死的“天人”都是外星人研究地球人的对象，他们用能量刺激人类的婴儿，使金属元素自动聚集，成长成为一块金属片，用来与他们的仪器联络，记录人的脑部活动。这些人并没有特殊的能力，但是他们的身体可以被外星人通过金属片控制，在必要的时候可以使他们的一切机能暂停，进入冬眠状态，从而在极恶劣的环境下生存下来。然而，如果被选择的对象得知了这件事，外星人为了保守秘密，也会通过金属片毁灭这个人，因而有很多人在看到了其他天人的X光照片就立刻离奇死去了。
原振侠和黄绢没事，是因为他们不是实验对象。实验对象的总数全地球大约在十万左右。原振侠在得知事情真相之后，与泉吟香一起离开，而黄绢则继续跟随卡尔斯。不久，因为外星人研究地球人的計劃完結，外星人引发小型地震，毁掉了作为实验室的山洞，并使所有实验对象脑部的金属片逐渐解体消失。

## 情节发展
这部小说是《原振侠传奇》的第一部，很多后来十分重要的人物都是由此首次登场。
原振侠本人的历史，在这部书介绍得最多。他的父亲名叫原林，曾经是“大学医科两年级的学生，由于爱国热忱，弃学从军”，故事一开始在一九四五年四月十七日，当时原林是中尉，已经参军两年，並在緬北戰場發現輕見小劍。然而书中没有说明原林在战争结束后是否继续求学，只提到战争结束之后十年，原林才又与轻见小剑联系上，当时轻见已经是日本十分著名的医生，而原林却“潦倒不堪，住在香港的木屋”。这也是少数几次《原振侠传奇》指名写出香港。之后的书，大多只称它为“繁华的亚洲都市”。
在一九七八年的深秋，原振侠在日本轻见医学院读三年级，离毕业还有两年。值得一提的是，这部书中的原振侠与后来书中的相比，要年轻得多，性格也大不一样。他的首次出场，是坐在轻见医学院学生实习团的大巴士，跟同学一起大声唱歌。他是一个有着倔强而顽皮的神情的，英俊的年轻人，在学校虽然成绩优异，他的调皮捣蛋却总令老师头痛。黄绢也曾认为他是一个“跳跳蹦蹦，胡闹成性的医科大学生”。在《天人》，原振侠更像温宝裕而不是后面出现的原振侠。
黄绢的个性，在《天人》已经毕现无疑。原振侠初见她时看到的是一个“充满现代感的年轻女性，发长及腰，衣着十分入时，身量很高，皮肤黝黑健康，口看来阔了些，但嘴唇的线条透着她个性的倔强，鼻子很高 。”她的父亲是黄应驹，是世界上有数的脑科权威之一。黄绢的母亲在她很小时就离开了她的父亲，因此她是由父亲独自抚养长大。黄应驹曾经在东京帝国大学教书几年，因而黄绢可以讲极流利的日语。之后黄绢去了法国，初出场时，她在巴黎负责一个小型的艺术品陈列馆。因为她父亲的离奇死亡，黄绢曾与卡尔斯将军敌对，但当她意识到卡尔斯可以给她至高无上的权力之后，她反而转身投其怀抱。
《天人》叙述了原振侠和黄绢的初遇，他们互相吸引。当得知黄绢在躲避他的时候，原振侠甚至退学去找她。他们曾经在暴风雪中的山洞度过了的六十小时，这是后来原振侠频频回忆的美妙时光，然而忙于追逐权力的黄绢却似乎把那件事忘却了，至少，没有像原振侠那样记得刻骨铭心。也可以说，原振侠这一角色在性格上，从《天人》的飞扬跳脱，到第二部《迷路》的犹豫茫然，之间的转变与黄绢的选择不无关系。
在《天人》，“那位先生”（多次暗示是卫斯理）也第一次在原振侠小说亮相。而事实上，先见到那位先生的不是原振侠，而是黄绢。黄绢向他讨教“天人”，他认为那是被金属片控制的机械人。那位先生也提到黄绢的名字与他太太的名字是“绝妙的对联”，虽然他并没有把他太太的名字告诉黄绢。当然，黄绢与白素的名字其实只不过都是颜色加织物而已，不能真的算是“绝妙的对联”，当然那位先生的中文水平本来也不能算高，所以这么认为亦不是大错。但是，这也算是奠定了黄绢在原振侠小说的地位，因为倪匡的小说，通常一个系列只有一个女性角色是用颜色加织物命名的。后来在原振侠传奇的《幽灵星座》和《黑暗天使》中，又出现了一个“黑纱”，但黑纱爱上年轻人，而不惜为他献出自己的身体让公主使用，所以事实上她是年轻人和公主故事的主角。

## 值得注意的细节
- 《天人》一開始只是單獨一冊的故事，後來因為主角原振俠受歡迎，才發展成系列作品，陸續出了《血咒》、《迷路》、《海異》等以原振俠為主角的故事。
- 小说提到，其中的一个实验对象，“曾经在极恶劣的情形下，在一个木架子上挂了三天，结果没有死”。而人类称之为“复活”，但事实上他根本没死。而且，“这个对象的思想活动资料十分宝贵”，因为与其他一切全为自己利益生存的人类相比，他是一个例外。这里暗示的是耶稣基督也是外星人实验的对象，“天人”之一。